# 베레니케 (헤로데 아그립파의 딸)

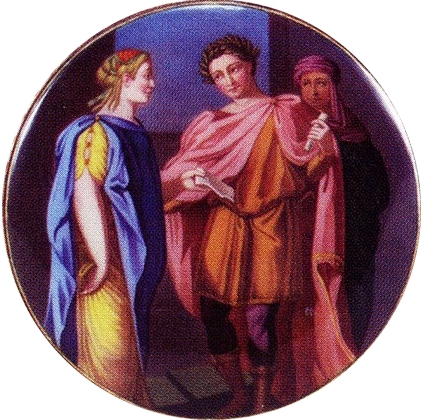
디도와 베레니케 (1815년 그림)

베레니케(Bernice, 그리스어: ΒερενΨκι 또는 Βερνικι, Bereníkē 또는 Berníkē; 28 – 81 이후)는 1세기 후반 로마 제국의 유대인 종속국 여왕이었다. 베레니케는 기원전 39년부터 서기 92년까지 로마 유다이아 속주를 통치했던 헤로디아 왕조의 일원이었다. 그녀는 헤로데 아그리파 1세 왕과 키프로스의 딸이자 헤롯 아그리파 2세 왕의 누이였다.
그녀의 삶과 배경에 대해 알려진 바가 거의 없는 것은 대부분 유대 민족의 역사를 자세히 설명하고 67년 유대인 반란에 대한 설명을 쓴 초기 역사가 플라비우스 요세푸스에게서 나온 것이다. 수에토니우스, 타키투스, 디오 카시우스, 아우렐리우스 빅터, 유베날리스도 마찬가지이다. 그녀에 대해 써보세요. 그녀는 사도행전에도 언급되어 있다(25:13, 23; 26:30). 그러나 그녀가 주로 르네상스 이후로 알려진 것은 그녀의 격동적인 사랑 생활 때문이다. 그녀의 명성은 클레오파트라나 이후의 제노비아와 같은 동부 공주에 대한 로마인의 편견에 기반을 두고 있다. 그녀는 40대에 두 번의 결혼을 하고 과부가 된 후, 그녀의 남동생인 헤롯 아그리파 2세의 궁정에서 남은 생애의 대부분을 보냈다. 두 사람이 근친상간 관계를 맺고 있다는 소문이 돌았지만, 이는 입증도 반증도 되지 않았다. 제1차 유대-로마 전쟁 중에 그녀는 미래의 황제인 티투스 플라비우스 베스파시아누스와 연애를 시작했다. 그러나 그녀가 로마인들 사이에서 인기가 없었기 때문에 티투스는 79년에 황제로 즉위하자 그녀를 해임했다. 2년 후 그가 죽자 그녀는 역사 기록에서 사라졌다.

## 같이 보기
- 카에사레아 필립피

### Primary sources
- Josephus, Antiquities of the Jews, English translation
- Josephus, The War of the Jews, Book II, English translation
- Tacitus, Histories, Book 2, English translation
- Cassius Dio, Roman History, Book 65, Chapter 15, English translation
- "The 'New Cleopatra' and the Jewish Tax" Biblical Archaeology Society

### Images
- Coinage of Berenice at Wildwinds.com